# Katedra Filologii Angielskiej Uniwersytetu Mikołaja Kopernika
Katedra Filologii Angielskiej Uniwersytetu Mikołaja Kopernika – jednostka dydaktyczno-naukowa Wydziału Filologicznego UMK w Toruniu. Powstała w 1945 roku, ale w 1952 zamknięto ją z powodów politycznych. Reaktywowana została w roku 1986, pod kierownictwem prof. Aleksandra Szwedka, a pierwsi absolwenci ukończyli studia w 1992 r. Katedra prowadzi studia stacjonarne I i II stopnia i niestacjonarne II stopnia. Obecnie jej kierownikiem jest prof. dr hab. Mirosława Buchholtz.

## Struktura organizacyjna
- Zakład Języka Angielskiego
- Zakład Literatury Anglojęzycznej
- Zakład Kultury Anglojęzycznej
- Pracownia Akwizycji i Dydaktyki Języka Angielskiego
- Pracownia Przekładoznawstwa

Przy Katedrze działają również:
- Centrum Badań Kanadyjskich (od 1999 r., we współpracy z Ambasadą Kanady i Międzynarodowym Stowarzyszeniem Studiów Kanadyjskich w Ottawie)
- Centrum Badań Australijskich (od 2005 r., we współpracy z Ambasadą Australii)

Od 2004 r. w Katedrze działa anglojęzyczny teatr studencki The Spinning Globe.

## Adres
Katedra mieści się w powstałym w 2011 r. kolegium nauk humanistycznych przy ulicy Władysława Bojarskiego 1.